# Schlacht von Debra Ailà
Halai – Coatit – Senafe – Debra Ailà – Amba Alagi – Mek'elē – Adua
In der Schlacht von Debra Ailà (Debre Ailat) schlugen am 9. Oktober 1895 italienische Kolonialtruppen die Nachhut des tigrinischen Heeres, das sich von Tigrays Hauptstadt Mek’ele zurückgezogen hatte. Vor allem von italienischen Historikern wird die Schlacht von Debra Ailà (zusammen mit den Schlachten von Coatit und Senafe) jedoch nicht dem Anfang des Italienisch-Äthiopischen Krieges, sondern noch dem Ende des vorangegangenen Eritreakrieges zugeordnet.

## Ausgangslage
Der Plan des äthiopischen Statthalters von Tigray, Ras Mengesha Yohannes, einer italienischen Invasion durch einen Präventivangriff auf Italienisch-Eritrea zuvorzukommen, war im Januar 1895 in den Schlachten von Coatit und Senafe gescheitert. Im Gegenstoß hatten italienische Truppen Adua, Adigrat und Tigrays Hauptstadt Mek’ele besetzt, bevor sie mit dem Einsetzen der Regenzeit im April 1895 ihren Vormarsch unterbrechen mussten und sich in Mek’ele festsetzten. Ras Mengesha hatte in der Zwischenzeit zusammen mit Ras Alula Engida ein neues Heer von 12.000 Mann aufgestellt und lagerte zunächst wenige Kilometer südlich der Stadt in Antalò (Hentalo). Zum Ende der Regenzeit erhielten auch die Italiener neue Verstärkungen und nahmen im September 1895 ihren Vormarsch wieder auf. Ihr Ziel war inzwischen keine Strafexpedition mehr, sondern die vollständige und dauerhafte Besetzung und Unterwerfung Tigrays.

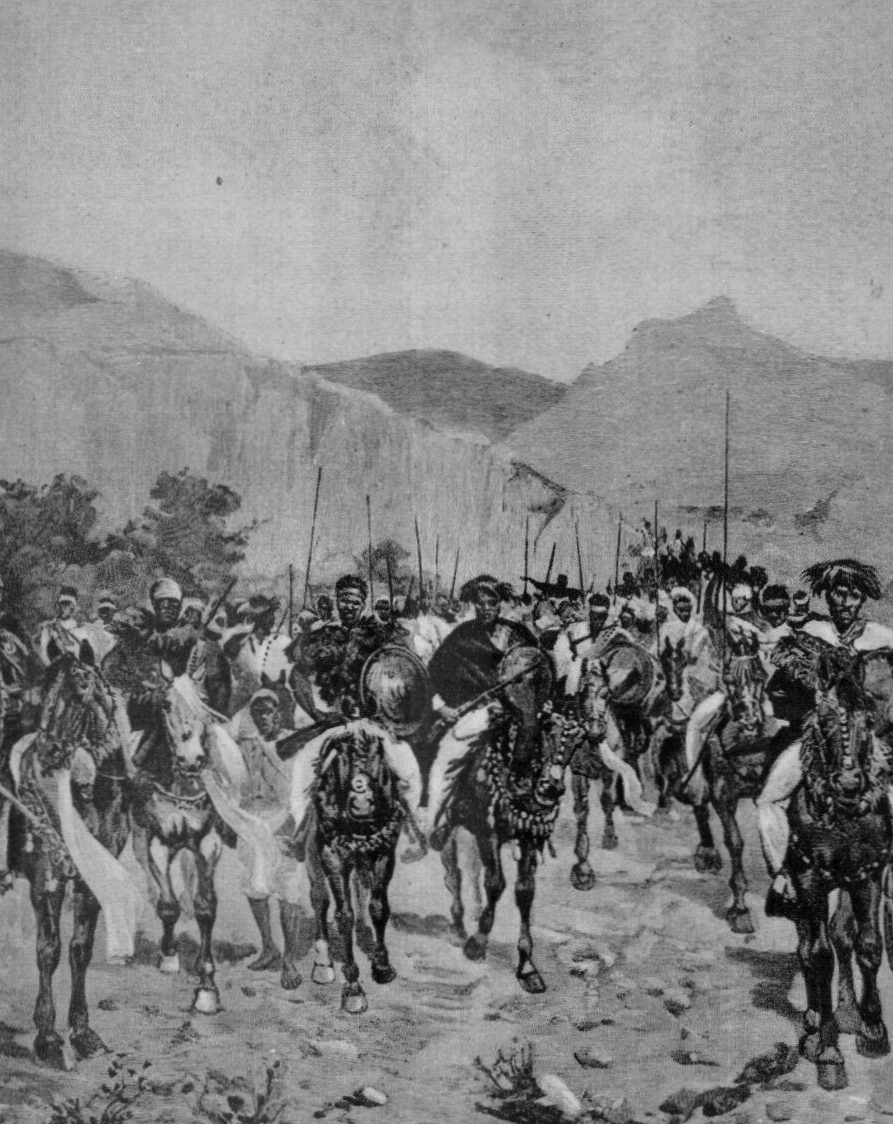
Ras Mengesha (links) auf dem Rückmarsch (L’Illustrazione Italiana)
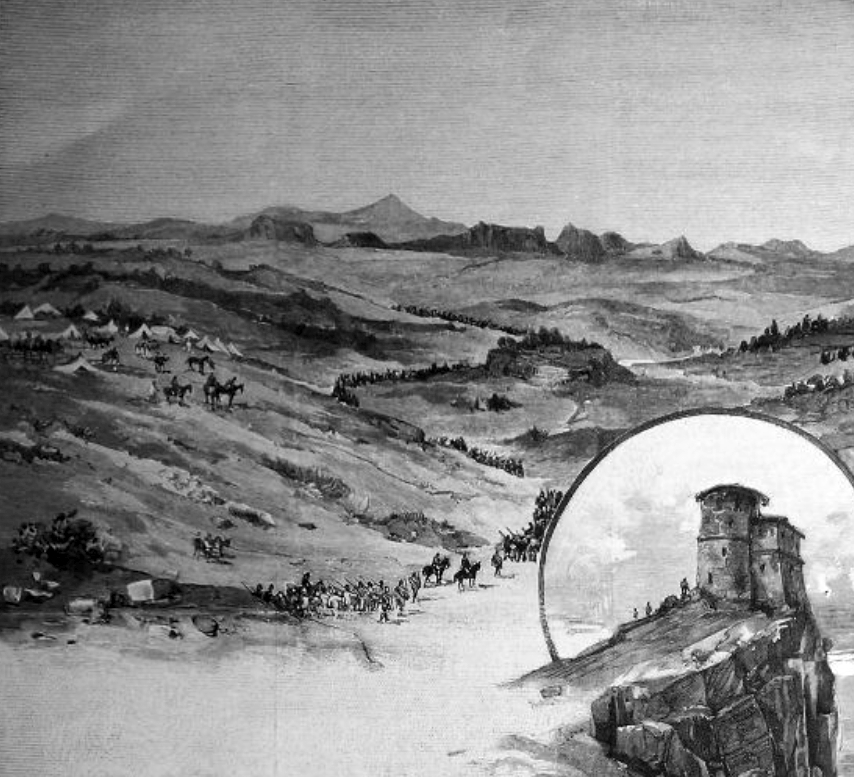
Italienischer Vormarsch auf Mek’ele (L’Illustrazione Italiana)
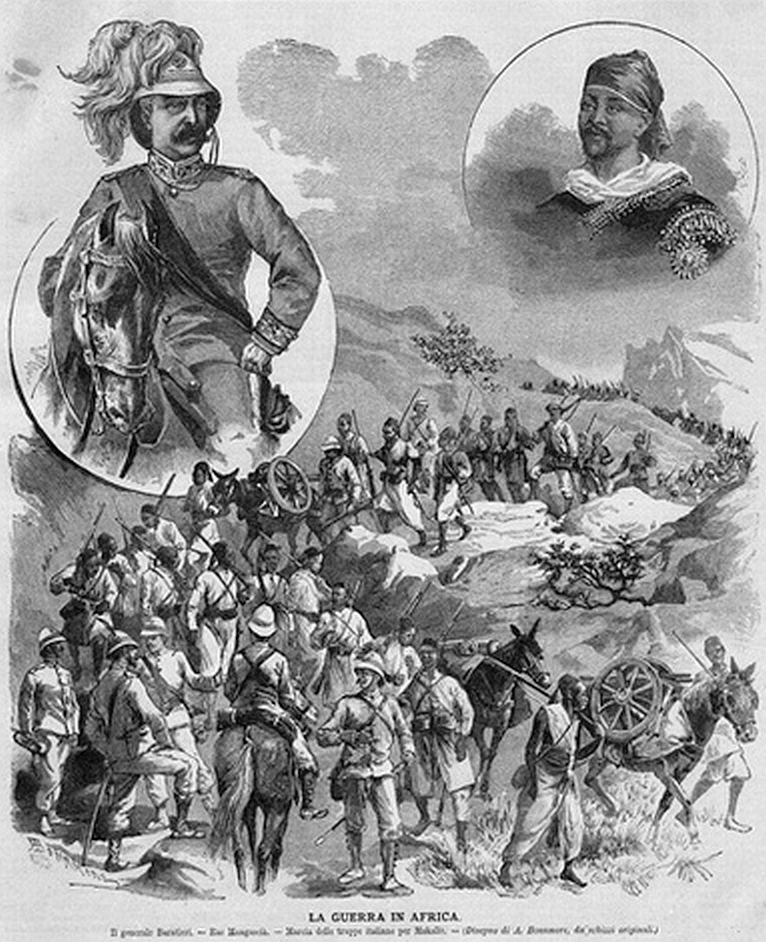
Oreste Baratieri beim Vormarsch auf Mek’ele (Il Secolo Illustrato)

## Rückzugsgefecht
Ras Mengesha zog sich daraufhin eilig noch weiter nach Süden zurück, was ihm zumindest die Möglichkeit bot, die ihn verfolgenden Italiener weiter weg von ihren Versorgungsbasen und tiefer ins Feindesland zu locken. Den Italienern sollte es dadurch schwerer fallen, ihre länger werdenden Nachschublinien vor zunehmenden tigrinischen und äthiopischen Partisanenaktionen zu schützen. Erneut (wie schon bei Senafe) musste Ras Mengesha sein Lager den Italienern überlassen, die es verbrannten. Nur eine kleine Nachhut sollte Ras Mengeshas Rückzug decken.

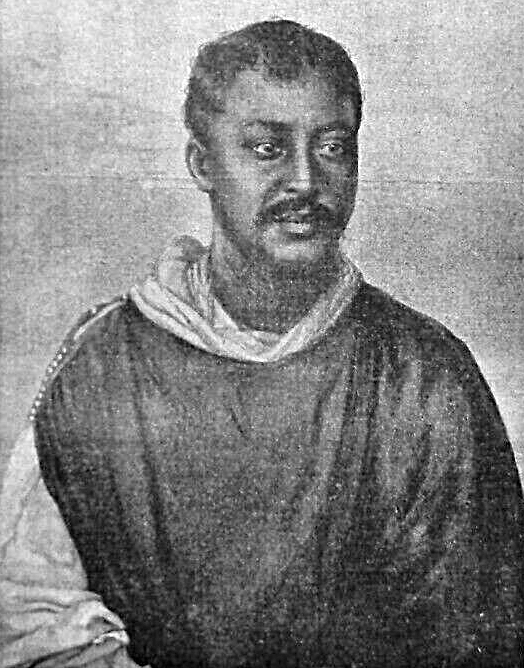
Ras Mengesha
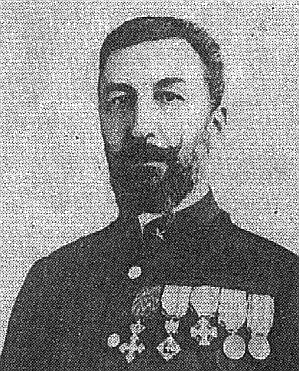
Giuseppe Arimondi
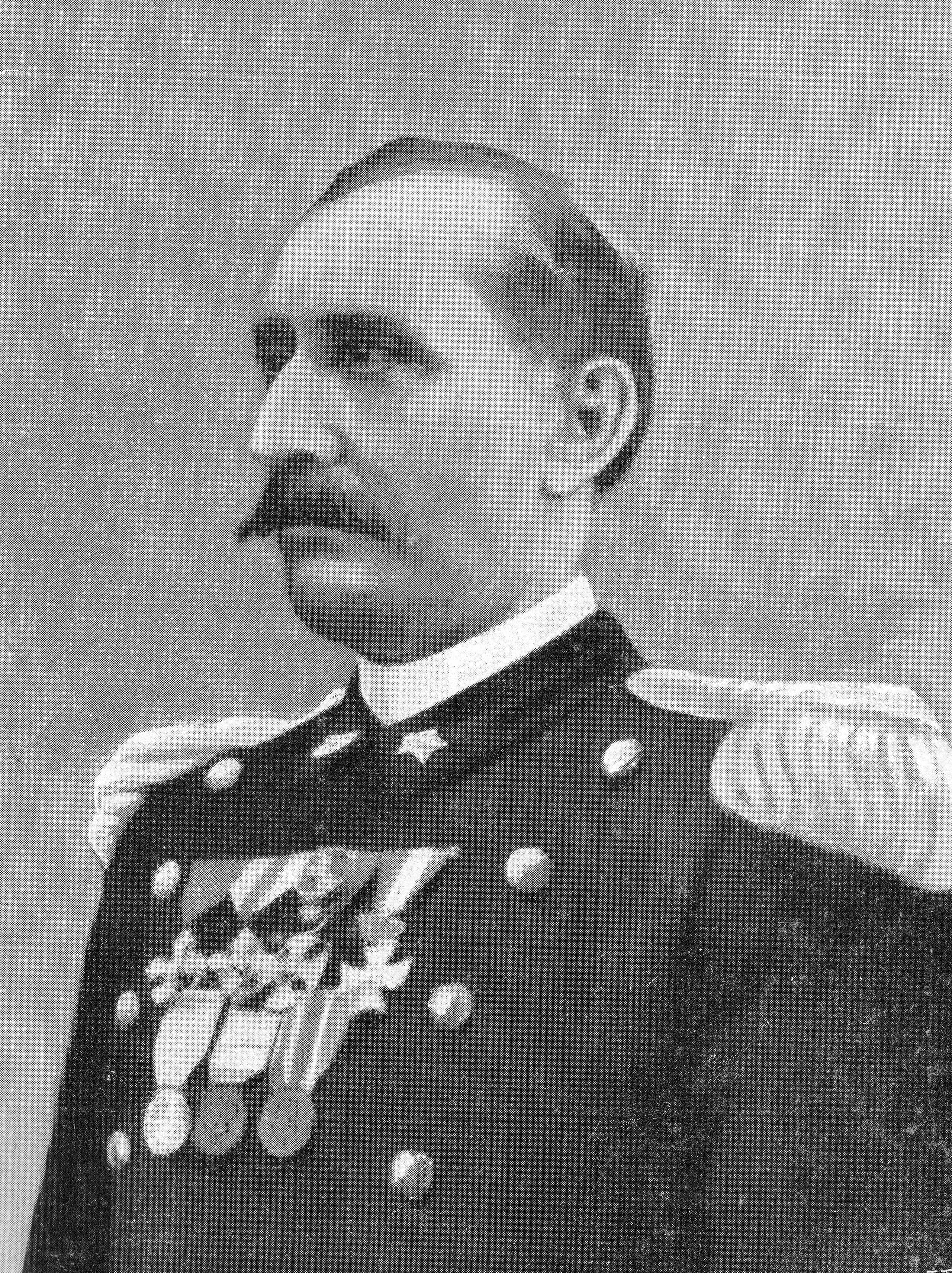
Giovanni Ameglio

Am 9. Oktober trafen zwei unter General Giuseppe Arimondis bzw. Major Giovanni Ameglios Kommando stehende Bataillone italienischer Kolonialtruppen, insgesamt sechs Kompanien, bei Debra Ailà (bei Antalò) auf Mengeshas Nachhut. Mit Hilfe ihrer überlegenen Artillerie erzwangen die Italiener den Durchbruch durch den Pass.  Die Verluste blieben auf beiden Seiten relativ gering und waren – im Gegensatz zu den vorangegangenen Schlachten – sogar relativ ausgeglichen.

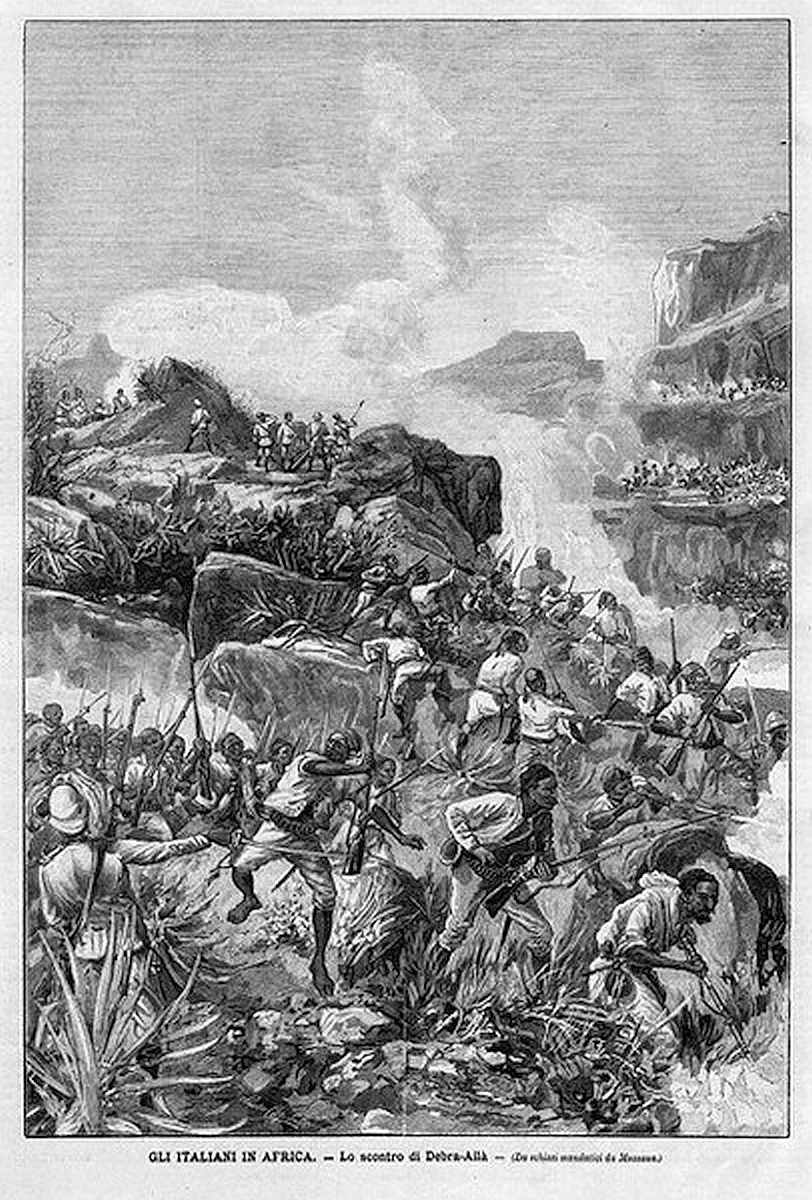
Darstellung des Gefechts in Il Secolo Illustrato
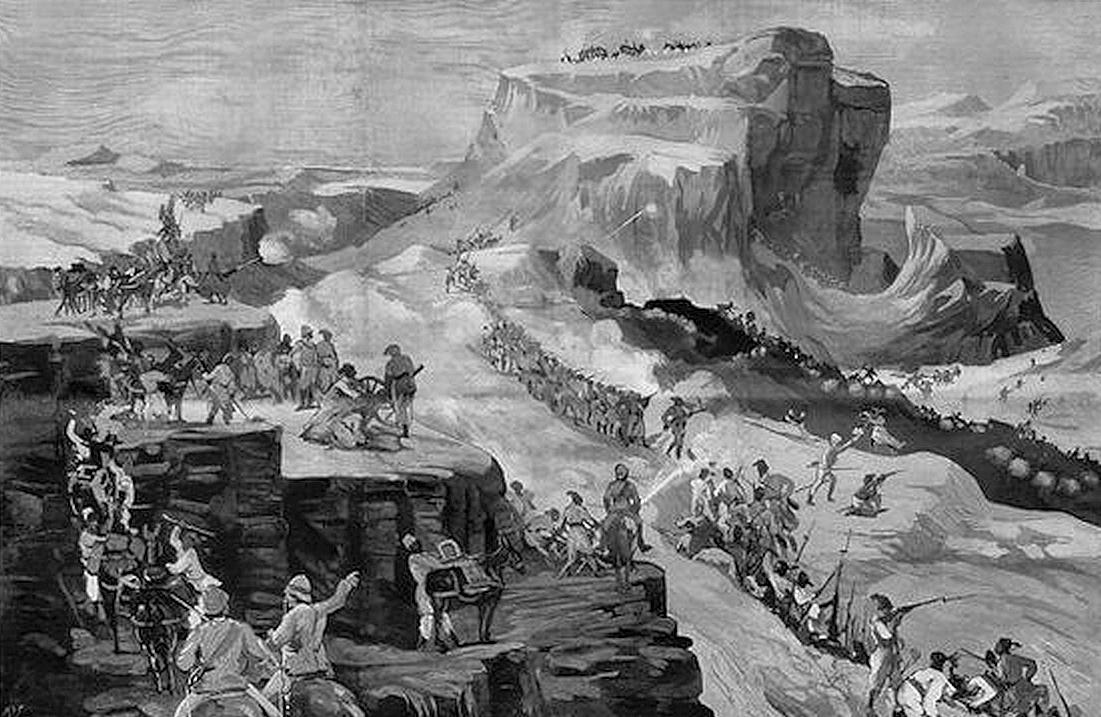
Darstellung des Gefechts in L’Illustrazione Italiana
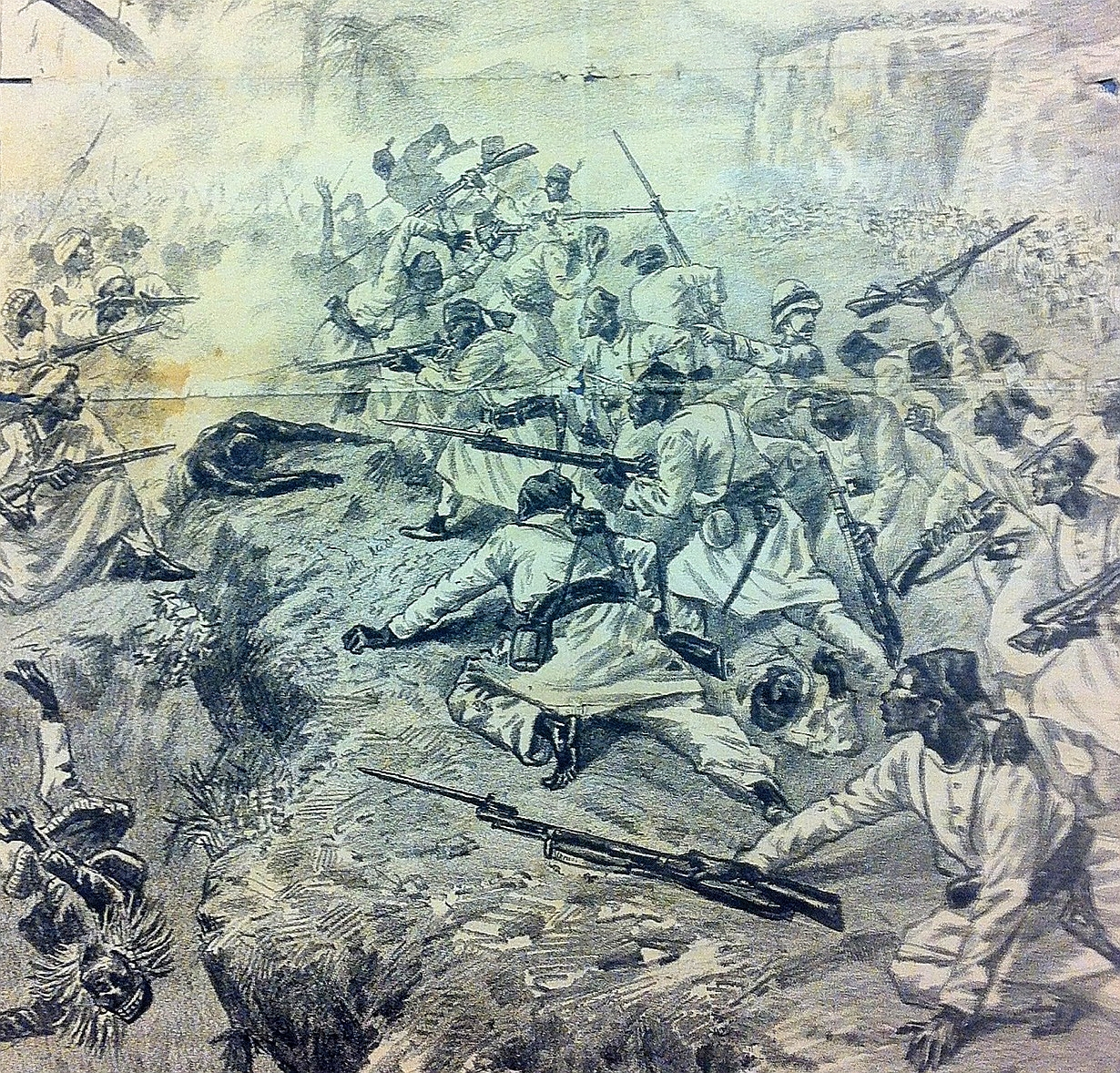
Darstellung des Gefechts in Il Valore Italiano

## Auswirkungen

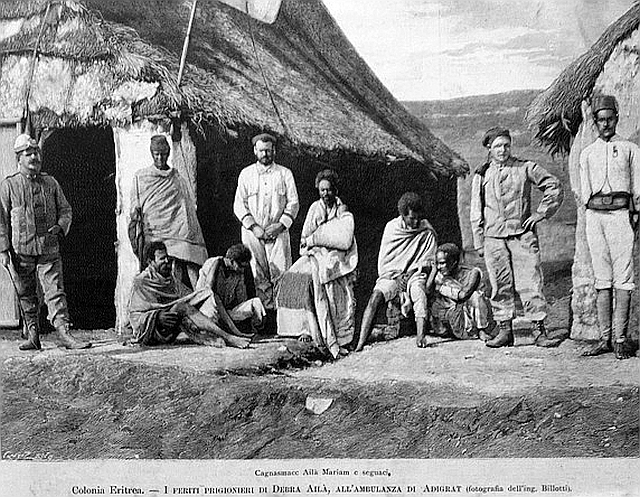
Bei Debra Ailà gerieten nur wenige Tigrinier in Gefangenschaft. Einige Gefangene waren verwundet und kamen ins Lazarett von Adigrat (1895)

Die Schlacht von Debra Ailà brachte den italienischen Invasoren keinen militärischen Vorteil. Zwar bedeutete für Ras Mengesha die Niederlage bei Debra Ailà einen weiteren Rückschlag, doch die Vernichtung des tigrinischen Heeres oder zumindest seine entscheidende Schwächung war den Italienern nicht gelungen. Es sollte der letzte Sieg der Italiener in diesem Kolonialkrieg bleiben, dessen Verlauf sich danach durch das Eingreifen des äthiopischen Kaisers Menelik II. grundlegend änderte.
Zwar war nach der Schlacht der Weg frei für einen weiteren italienischen Vormarsch nach Süden und tatsächlich besetzten italienische Vorausabteilungen nur wenige Tage später den strategisch wichtigen Berg Amba Alagi, doch ihre Verbindungslinien wurden von Ras Mengeshas in der Nähe wachenden Truppen wiederholt gestört und unterbrochen. Schon bald waren die Italiener auf dem Berg abgeschnitten und eingeschlossen. Damit war der italienische Vormarsch in Äthiopien zum Stehen gekommen. Das Eingreifen des äthiopischen Kaisers führte zu einem geschlossenen Vorgehen aller Völker des Landes gegen die Invasoren. Während sich der italienische Oberkommandierende Oreste Baratieri Mitte Oktober 1895 in Mek’ele von den unterworfenen Tigray huldigen ließ und seinen Stellvertreter Arimondi zum neuen Militärgouverneur von Tigray ernannte, zog Menelik südlich des Amba Alagi, in Dese, ein großes Heer zusammen.
Zu den bei Debra Ailà nach Amba Alagi durchgebrochenen Italienern und Askari zählte auch die Abteilung des Majors Pietro Toselli. Sie wurde kaum zwei Monate nach dem Sieg bei Debra Ailà von Meneliks und Ras Mengeshas Truppen auf dem Amba Alagi angegriffen und geschlagen, Toselli fiel im Kampf. Auch der eigentliche „Sieger“ von Debra Ailà, General Arimondi, überlebte nur wenige Monate. Nachdem die Italiener im Dezember 1895 bei Amba Alagi geschlagen und im Januar 1896 aus Mek’ele vertrieben worden waren, fiel Arimondi schließlich Anfang März 1896 in der kriegsentscheidenden Schlacht von Adua.